# Bahamaente
Die Bahamaente (Anas bahamensis) gehört innerhalb der Familie der Entenvögel zur Gattung der Eigentlichen Enten.

## Merkmale
Der Körper der Bahamaente ist langgezogen, der Kopf ist rund und trägt eine beim Männchen stärker ausgeprägte Stirnbeule. Der Hals ist mittellang und dünn. Die Ente ist überwiegend braun gefärbt. Der Bauch ist hellbraun und trägt dunkle Punkte, die Steuerfedern sind weiß und die Schwanzunterseite rotbraun. Die Kehle und die Wangen sind weiß befiedert, der restliche Körper ist dunkelbraun. Der Schnabelschaft ist dunkelrot gefärbt, die vordere Schnabelhälfte ist dunkelgrau. Die Beine der Bahamaente sind dunkelbraun, die Zehen haben eine gräuliche Färbung. Das Männchen zeigt bei erregter Stimmung am Oberkopf eine kleine Federhaube. Der Geschlechtsdimorphismus ist im Gegensatz zu anderen Entenarten kaum ausgeprägt. Das Männchen ist etwas größer, hat einen längeren Schwanz und eine intensivere Gefiederfarbe als das Weibchen. Außerdem unterscheiden sich die Geschlechter an der Stimme: Während das Weibchen quakt, ist die Stimme des Männchens ein hohes, leises Surren. Beide Geschlechter wiegen etwa 500 Gramm.

## Unterarten

Verbreitungsgebiet der Bahamaente

Es werden drei Unterarten der Bahamaente unterschieden:
- Nördliche Bahamaente (A. b. bahamensis Linnaeus, 1758)[2], die die Nominatform darstellt und in Mittelamerika sowie dem nordöstlichen Südamerika lebt.
- Anas bahamensis rubrirostris Vieillot, 1816[3], ist mit etwa 700 g Gewicht etwas schwerer als die Nominatform und im südlichen Südamerika verbreitet.
- Anas bahamensis galapagensis (Ridgway, 1890)[4], die mit mehreren tausend Individuen auf der Galápagos-Insel Fernandina (Narborough) lebt.

## Fossiler Beleg
1942 beschrieb Franz Spillmann die fossile Entenart Archeoquerquedula lambrechti aus den jungpleistozänen Ablagerungen der Santa-Elena-Halbinsel in Ecuador. Bei der Begutachtung von Spillmans Typusmaterial bemerkte Hildegarde Howard im Jahr 1964 große Ähnlichkeiten mit den Knochen der Braunkopfente (Anas flavirostris andium). Sie synonymisierte die Gattung Archeoquerquedula mit Anas und billigte Anas lambrechti lediglich einen Unterartenstatus zu. 1979 verglich Kenneth E. Campbell, Jr. Topotypen von Anas lambrechti mit der Zeichnung, die Spillman vom Schädel von Anas lambrechti angefertigt hatte, und erkannte, dass die Länge der Augenhöhle größer ist als der Abstand vom hinteren Rand der Augenhöhle zum Scheitelbein. Dieser Zustand trifft bei den Entenarten Südamerikas sonst nur auf die Bahamaente zu. Daher gilt Anas lambrechti heute als Synonym von Anas bahamensis. Archeoquerquedula lambrechti wurde nach dem ungarischen Paläontologen Kálmán Lambrecht benannt.

## Vorkommen
Bahamaenten sind in vereinzelten Populationen auf dem südamerikanischen Kontinent bis nach Kuba verbreitet. Eine der Unterarten, Anas bahamensis galapagensis, die gelegentlich auch als eigenständige Art angesehen wird, ist auf der Galápagos-Insel Fernandina (Narborough Island) Fernandina beheimatet. Dort lebt sie in brackigem und salzigem Flachgewässer und in Mangrovengebieten an der Küste. Sie ist jedoch auch an nährstoffreichen Binnengewässern zu finden.

## Lebensweise

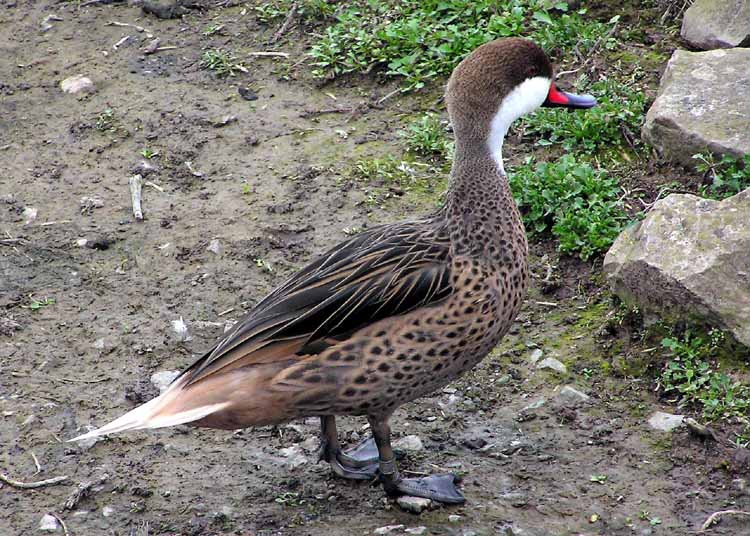
Männliche Bahamaente (Anas bahamensis)

Bahamaenten ernähren sich von Pflanzenteilen, die sie gründelnd aufnehmen.
Der Beginn der Fortpflanzung ist abhängig vom jeweiligen Verbreitungsareal. Bei den in der Karibik beheimateten Bahamaenten liegt der Beginn der Brutzeit im Juni und Juli, die auf den Kleinen Antillen lebenden Enten brüten im August bis November, bei denen in Südamerika ist die Brutzeit im Mai bis Oktober und bei den auf den Galápagos-Inseln lebenden Populationen im Oktober bis Juli.
Das Gelege besteht aus etwa 8 bis 12 lehmfarbenen Eiern, die 25 bis 26 Tage lang bebrütet werden. Frisch geschlüpfte Küken haben ein Gewicht von ca. 30 g. Die Ente führt die Küken, die nach etwa 20 Tagen ihr Jugendgefieder zeigen. Flugfähig sind die Enten mit etwa sieben bis acht Wochen. Ihre Geschlechtsreife erreichen sie bereits gegen Ende ihres ersten Lebensjahres.

## Etymologie und Forschungsgeschichte
Die Erstbeschreibung der Bahamaente erfolgte 1758 durch Carl von Linné unter dem Namen Anas bahamensis. Als Verbreitungsgebiet gab er Bahamas an. Mit der Art führte er ebenfalls die für die Wissenschaft neue Gattung Anas ein.  Dieser Begriff hat seinen Ursprung in lateinisch anas, anatis ‚Ente‘. Der Artname bahamensis bezieht sich auf das Verbreitungsgebiet laut Erstbeschreibung. Galapagensis bezieht sich auf die Galápagos-Inseln. Rubrirostris ist ein Wortgebilde aus lateinisch ruber ‚rot‘ und lateinisch -rostris,  rostrum ‚-schnäbelig, Schnabel‘. Vieillot bezog sich auf den Trivialnamen Pato pico aplomado y roxo den Félix de Azara 1805 in seinem Werk Apuntamientos para la historia natural de los páxaros del Paragüay y Rio de la Plata verwendete. Alfred Laubmann betrachtete die Unterart A. b. rubrirostris in seinem Werk Die Vögel von Paraguay ohne eindeutige Nachweise. So nannte beispielsweise Outram Bangs aus seiner Sicht nur vage Paraguay ohne einen konkreten Ort zu nennen.